# Down by the River Thames
Down by the River Thames è un album dal vivo del cantante inglese Liam Gallagher, pubblicato nel 2022.

## Tracce
1. Hello – 3:08
2. Wall of Glass – 3:37
3. Halo – 4:07
4. Shockwave – 3:28
5. Columbia – 4:42
6. Fade Away – 4:11
7. Why Me? Why Not. – 3:32
8. Greedy Soul – 3:46
9. The River – 3:15
10. Once – 3:33
11. Morning Glory – 4:25
12. Cigarettes & Alcohol – 4:12
13. Headshrinker – 4:47
14. Supersonic – 4:57
15. Champagne Supernova – 3:58
16. All You're Dreaming Of – 3:36

## Formazione
- Liam Gallagher – voce (tutte le tracce)
- Mike Moore – chitarra (1–14, 16)
- Drew McConnell – basso (1–14, 16), cori (1–2, 6–7)
- Dan McDougall – batteria (tutte), cori (2–10, 16)
- Jay Mehler – chitarra (1–14, 16)
- Paul Arthurs – chitarra (5–6, 11–14), chitarra acustica (10)
- Christian Madden – tastiera, piano (tutte)
- Gene Gallagher – batteria (9)
- Rhianna Kenny-Wybrow, Frida Touray, Jodie Scantlebury – cori (2–10, 16)